# Viburnum hengshanicum
Viburnum hengshanicum är en desmeknoppsväxtart som beskrevs av Ying Tsiang. Viburnum hengshanicum ingår i släktet olvonsläktet, och familjen desmeknoppsväxter. Inga underarter finns listade i Catalogue of Life.